# Bahnhof Torino Porta Nuova

Der Bahnhof Torino Porta Nuova in Turin ist mit 350 Zugfahrten täglich und über 70 Millionen Reisenden hinter Roma Termini und Milano Centrale der drittgrößte Bahnhof Italiens. Er wird von der FS-Tochter GrandiStazioni S.p.A. betrieben, verlor seine Hauptbahnhoffunktion aber mit der Eröffnung des Bahnhofs Porta Susa AV 2013, da dieser im Gegensatz zu Porta Nuova kein Kopfbahnhof ist.

## Geschichte
Der Spatenstich für den Bau nach Plänen des Architekten Carlo Ceppi fand 1861 statt. Bereits 1864 wurde er dem Betrieb übergeben, obwohl die Arbeiten noch bis 1868 in Gange waren. Nach der Zerstörung im Zweiten Weltkrieg, fand von 1948 bis 1953 unter Aufsicht von Paolo Perilli der Wiederaufbau statt. 2007 wurde von der U-Bahn Turin eine Haltestelle im Untergeschoss eröffnet. Am 4. Februar 2009 wurde der Bahnhof nach einem umfassenden Umbau neu eingeweiht, just 145 Jahre nach der ersten Eröffnung. Auf vier Geschossen wurden 97.000 Quadratmeter Nutzungsfläche saniert oder erstellt.

## Verkehr

### Fernverkehr
Früher bedienten alle Fernverkehrszüge, die Turin tangieren, den Bahnhof. Es waren nebst InterCity- und Eurostar-Italia-Zügen auch Nachtzüge, sonstige Schnellzüge, aber auch TGVs nach Milano Centrale bzw. Paris Gare de Lyon. Heute umfahren einige Züge den Bahnhof und halten ebenso wie die ostwärts führenden Züge am Bahnhof Torino Porta Susa, der heute als Hauptbahnhof fungiert. Westwärts führende Züge halten noch in Torino Lingotto. Direktverbindungen gibt es unter anderem nach Venedig, Mailand, Rom, Genua, Neapel, Bari, Salerno oder Palermo.

### Regionalverkehr
Im Regionalverkehr ist der Bahnhof ein Lokalknoten mit Verbindungen in alle Richtungen, gar bis nach Ancona oder Ventimiglia. Er wird ausschließlich von Zügen der Trenitalia bedient.